# The Godfather (álbum)
The GodFather o El padrino es el primer álbum recopilatorio como productor de Héctor el Father. Fue publicado el 2 de abril de 2002 a través del sello discográfico Pina Records. Contiene las participaciones de Don Omar, Julio Voltio, Wisin & Yandel, Tempo, Lito & Polaco, Tego Calderón, Zion & Lennox, entre otros. Este disco es netamente callejero y con un sonido fuerte, esto lo hizo muy popular en todo Puerto Rico.
Una continuación estuvo gestándose en 2004, pero terminó siendo cancelada y con varias canciones filtradas al Internet, entre ellas «Ahora son mejor» de Don Omar.

## Lista de canciones
| N.º | Título                                                       | Productor(es)   | Duración |  |
| 1.  | «Llego a la disco» (Héctor & Tito)                           | DJ Blass        | 3:17     |  |
| 2.  | «Mueve tu cuerpo lento» (Wisin & Yandel)                     | DJ Blass        | 2:52     |  |
| 3.  | «Piensan» (Lito & Polaco)                                    | DJ Blass        | 3:26     |  |
| 4.  | «Déjala» (Don Omar)                                          | DJ Blass        | 2:37     |  |
| 5.  | «Más fama y dinero» (Tempo)                                  | DJ Black · Echo | 4:32     |  |
| 6.  | «Que no se tiren» (Héctor & Tito & Voltio y Don Omar)        | DJ Blass        | 3:18     |  |
| 7.  | «Mujeres calientes» (Mikey Perfecto & Bimbo (3-2-Get Funky)) | DJ Joel         | 2:46     |  |
| 8.  | «Vamos a azotar» (Trébol Clan)                               | DJ Joe          | 3:09     |  |
| 9.  | «No te arrepentirás» (Karel & Voltio)                        | DJ Blass        | 3:15     |  |
| 10. | «Aún estoy vivo» (Héctor & Tito, Voltio, Tempo y Polaco)     | DJ Blass        | 2:33     |  |
| 11. | «Importante en el juego» (Tego Calderón)                     | DJ Adam         | 3:03     |  |
| 12. | «No fui yo» (Las Guanábanas)                                 | DJ Nelson       | 3:05     |  |
| 13. | «Perreo Baby» (Héctor & Tito)                                | DJ Goldy        | 1:14     |  |
| 14. | «Suéltate» (Los Sabios)                                      | Notty           | 2:29     |  |
| 15. | «Quieren ver muerte» (Angel Doze)                            | Los Nativos     | 2:25     |  |
| 16. | «Quieren acción» (Zion & Lennox)                             | Los Nativos     | 2:31     |  |
| 17. | «Cuidado con esa nena» (Jonathan & Omar)                     | DJ Chavo        | 1:23     |  |